# Le Brusquet
Brusquet – miejscowość i gmina we Francji, w regionie Prowansja-Alpy-Lazurowe Wybrzeże, w departamencie Alpy Górnej Prowansji.

## Demografia
Według danych na rok 1990 gminę zamieszkiwało 787 osób, a gęstość zaludnienia wynosiła 35 osób/km². W styczniu 2015 r. Brusquet zamieszkiwało 1007 osób, przy gęstości zaludnienia wynoszącej 44,8 osób/km².